# X.75
X.75는 2개의 X.25 네트워크를 상호 연결하기 위한 인터페이스를 규정하는 국제전기통신연합(ITU, 과거 CCITT) 표준이다. X.75는 거의 X.25와 동일하다. 중요한 차이점으로는 X.25는 구독자(데이터 단말 장치, DTE)와 네트워크(데이터 회선 종단 장치, DCE) 간 인터페이스를 규정하는 반면 X.75는 두 개의 네트워크(시그널링 터미널 이큅먼트, STE) 간 인터페이스를 규정하고 이 2개의 STE를 STE-X와 STE-Y로 참조한다는 것이다. 이로 인해 X.25와 비교하면 프로토콜 상에 사소한 차이가 일부 존재하게 된다.
또, X.75는 일부 X.25 네트워크 내의 전환 노드 간에 조작을 하는 프로토콜로 발견될 수도 있다.

## 참고 자료
- Friend, George E.; John L. Fike; H. Charles Baker; John C. Bellamy (1988). 《Understanding Data Communications》 2판. Indianapolis: Howard W. Sams & Company. ISBN 0-672-27270-9.
- Pooch, Udo W.; William H. Greene; Gary G. Moss (1983). 《Telecommunications and Networking》. Boston: Little, Brown and Company. ISBN 0-316-71498-4.